# Nesprina
Las nesprinas (en inglés, nuclear envelope spectrin repeat proteins) son una familia de proteínas que se localizan principalmente en la membrana nuclear exterior, así como en otros compartimentos subcelulares. Contienen un dominio transmembrana C-terminal KASH y forman parte del complejo LINC (en inglés, Linker of Nucleoskeleton and Cytoskeleton) que es una red de proteína que interconecta la envoltura nuclear (la membrana que rodea el núcleo) al citoesqueleto, en la cara externa del núcleo, y a la lámina nuclear, en la cara interna del núcleo. Las nesprinas 1 y 2 se unen a filamentos de actina. La nesprina 3 se une a plectina, la cual está unida a filamentos intermedios, mientras que la nesprina 4 interacciona con kinesina 1.
Las conexiones mediadas por nesprina al citoesqueleto proporcionan funciones mecanosensitivas a las células. De hecho, la ausencia o disrupción de los diferentes tipos de nesprina en la envoltura nuclear interfiere con la sensibilidad y, por tanto, la capacidad de respuesta de la célula ante estímulos mecánicos.